# Pelagicets
Els pelagicets (Pelagiceti) són un clade de cetacis que inclou els membres d'aquest grup totalment adaptats a la vida aquàtica. Conté els neocets (cetacis moderns) i els seus parents extints més propers. Els pelagicets es diferencien dels cetacis més primitius pel fet de tenir les extremitats posteriors molt reduïdes o absents del tot, un gran nombre de vèrtebres lumbars, la pelvis girada i les vèrtebres caudals comprimides en suport d'una cua en forma d'aleta caudal. El nom científic «Pelagiceti» significa 'balenes marines' i es refereix a l'hàbitat d'aquests mamífers.